# Артур Еш
Артур Роберт Еш Млађи (енгл. Arthur Robert Ashe, Jr; Ричмонд, 10. јул 1943 — Њујорк, 6. фебруар 1993) је био амерички тенисер, који је професионално играо од 1966. до 1980. Запамћен је у историји као први црнац који је освојио гренд слем турнир.
Часопис Tennis magazine га је 2005. именовао 30. најбољим тенисером 20. века. У његову част је по њему је назван и централни терен Отвореног првенства САД.

## Тениска каријера
Еш је постао професионални тенисер 1969, и исте године је освојио своју прву Гренд слем титулу, Отворено првенство Сједињених Држава, а 1970. је освојио Отворено првенство Аустралије. Једини Гренд слем турнир који никада није освојио је Отворено првенство Француске, а његови најбољи резултати на том турниру била су четвртфинала 1970. и 1971.
Еш је направио велико изненађење 1975. године, када је у финалу победио Џимија Конорса. То је била његова последња Гренд слем титула. Повукао се 1980. године, након операције срца.
Еш је и дан-данас једини Афроамериканац који је тријумфовао на Отвореном првенству Аустралије, Вимблдону и Отвореном првенству Америке. Он је један од двојице Афроамериканаца која су освојила Гренд слем титуле у мушкој појединачној конкуренцији (други је Јаник Ноа, Француз који је освојио Отворено првенство Француске 1983).

## Борба за људска права
Артур Еш, први црнац који је освојио Гренд слем турнир, био је активан борац за људска права. Био је део делегације Афроамериканаца која је бројала 131 члана, и која је посетила Јужноафричку Републику, како би се тамо борили за људска права и прихватљивију политику за црнце у тој земљи.
Ухапшен је 11. јануара 1985, јер је испред јужноафричке амбасаде у Вашингтону протестовао против апартхејда у ЈАР. Такође је ухапшен 9. септембра 1992. јер је испред Беле куће држао протест и борио се за бољу политику према избеглицама.

## Смрт
Артур Еш се 1988. године заразио вирусом сиде, када је примао крв током своје друге операције срца. Његова болест је била тајна све до 1992. године, када је часопис USA Today то открио. Последње дане живота провео је пишући своје мемоаре Days of Grace, које је завршио недељу дана пред своју смрт.
Умро је 6. фебруара 1993. године у Њујорку.

## Гренд слем финала

### Победе (3)
| Година | Турнир                        | Противник у финалу | Резултат у финалу         |
| 1968   | Отворено првенство САД        | Том Окер           | 14–12, 5–7, 6–3, 3–6, 6–3 |
| 1970   | Отворено првенство Аустралије | Дик Крили          | 6–4, 9–7, 6–2             |
| 1975   | Вимблдон                      | Џими Конорс        | 6–1, 6–1, 5–7, 6–4        |

### Порази (4)
| Година | Турнир                        | Противник у финалу | Резултат у финалу       |
| 1966.  | Отворено првенство Аустралије | Рој Емерсон        | 6–4, 6–8, 6–2, 6–3      |
| 1967.  | Отворено првенство Аустралије | Рој Емерсон        | 6–4, 6–1, 6–4           |
| 1971.  | Отворено првенство Аустралије | Кен Роузвол        | 6–1, 7–5, 6–3           |
| 1972.  | Отворено првенство САД        | Илије Настасе      | 3–6, 6–3, 6–7, 6–4, 6–3 |